# Lưu Quốc Trung
Lưu Quốc Trung (tiếng Trung giản thể: 刘国中, bính âm Hán ngữ: Liú Guó Zhōng, sinh tháng 7 năm 1962, người Hán) là chính trị gia nước Cộng hòa Nhân dân Trung Hoa. Ông là Phó Tổng lý Quốc vụ viện, lãnh đạo cấp phó quốc gia, Ủy viên Bộ Chính trị khóa XX, Ủy viên Ủy ban Trung ương Đảng Cộng sản Trung Quốc khóa XIX. Ông từng tham gia lãnh đạo 4 tỉnh gồm Thiểm Tây, Cát Lâm, Tứ Xuyên, Hắc Long Giang với các cương vị là Bí thư Tỉnh ủy Thiểm Tây, Chủ nhiệm Ủy ban Thường vụ Nhân Đại Thiểm Tây, Tỉnh trưởng Thiểm Tây; Phó Bí thư Tỉnh ủy, Tỉnh trưởng Cát Lâm; Phó Bí thư Tỉnh ủy Tứ Xuyên; Thường vụ Tỉnh ủy, Phó Tỉnh trưởng Hắc Long Giang; bên cạnh đó là tham gia lãnh đạo tổ chức xã hội với vị trí Phó Chủ tịch Tổng Công hội Toàn quốc Trung Hoa; .
Lưu Quốc Trung là đảng viên Đảng Cộng sản Trung Quốc, học vị là Thạc sĩ Khoa học kỹ thuật, Kỹ sư cao cấp. Ông có sự nghiệp hoạt động thời gian dài, tròn 40 năm ở các cấp địa phương trước khi được bầu vào Bộ Chính trị, tham gia lãnh đạo Trung Quốc.

## Xuất thân và giáo dục
Lưu Quốc Trung sinh tháng 7 năm 1962, quê quán tại huyện Vọng Khuê, nay là thành phố cấp huyện Vọng Khuê, thuộc địa cấp thị Tuy Hóa, tỉnh Hắc Long Giang, Cộng hòa Nhân dân Trung Hoa. Tháng 10 năm 1978, ông tới thủ phủ Nam Kinh của Giang Tô để học về thiết kế và sản xuất vật liệu công nghệ tại Học viện Kỹ thuật Hoa Đông, trường nay được đổi tên thành Đại học Khoa học và Công nghệ Nam Kinh, tốt nghiệp Kỹ sư thiết kế và chế tạo vật liệu gây nổ. Tháng 9 năm 1983, ông bắt đầu học ngành khoa học kỹ thuật tại Đại học Công nghiệp Cáp Nhĩ Tân và nhận bằng Thạc sĩ Khoa học kỹ thuật kim loại vào tháng 9 năm 1988. Ngay sau đó, ông tiếp tục theo học ở Học viện Quản lý của trường Cáp Nhĩ Tân về chuyên ngành kỹ thuật cho đến giữa năm 1990 với chức danh Trợ lý Công trình sư. Lưu Quốc Trung được kết nạp Đảng Cộng sản Trung Quốc vào tháng 11 năm 1986.

## Sự nghiệp

### Hắc Long Giang
Năm 1982, sau khi tốt nghiệp đại học, Lưu Quốc Trung được tuyển vào làm việc tại Nhà máy Máy móc Cáp Nhĩ Tân, một xí nghiệp nhà nước và bắt đầu sự nghiệp của mình ở đây. Ông làm cán bộ nhà máy hơn 3 năm thì bắt đầu quá trình học tập sau đại học giai đoạn 1985–90. Kết thúc khóa cao học, Lưu Quốc Trung được điều vào Ủy ban Kinh tế tỉnh Hắc Long Giang, công tác tại Phòng Kế hoạch Tổng hợp làm khoa viên, dần thăng cấp là phó chủ nhiệm, chủ nhiệm khoa viên. Tháng 1 năm 1993, ông được điều sang Sảnh Văn phòng Chính phủ Nhân dân tỉnh Hắc Long Giang, là chủ nhiệm khoa viên của Phòng thứ Nhất, rồi Phó Trưởng phòng, Trưởng phòng lần lượt các năm 1998, 2000. Tháng 6 năm 2000, ông giữ chức Phó Chủ nhiệm Văn phòng Nghiên cứu của Chính phủ Hắc Long Giang, là Chủ nhiệm của Văn phòng sau đó 3 năm.
Tháng 10 năm 2004, Lưu Quốc Trung được điều về địa cấp thị Hạc Cương, chỉ định vào Ủy ban Thường vụ Thị ủy, nhậm chức Bí thư Thị ủy. Vào tháng 4 năm 2007, ông được bổ nhiệm vào Ủy ban Thường vụ Tỉnh ủy Hắc Long Giang, giữ chức Tổng thư ký Tỉnh ủy vào tháng 5 cùng năm. Đến tháng 9 năm 2011, ông được Ủy ban Thường vụ Nhân Đại bổ nhiệm, Tổng lý Ôn Gia Bảo phê chuẩn làm Phó Tỉnh trưởng thường vụ Chính phủ Nhân dân tỉnh Hắc Long Giang.

### Chuyển giao
Tháng 10 năm 2013, sau 30 năm ở quê nhà Hắc Long Giang, Lưu Quốc Trung được điều động khỏi địa phương, lên trung ương vào khối đoàn thể nhân dân, bổ nhiệm làm Phó Bí thư Đảng tổ, Phó Chủ tịch Tổng Công hội Toàn quốc Trung Hoa. Trong đại hội của Tổng Công hội, ông cũng được bầu làm Bí thư Ban Bí thư của cơ quan này. Sang tháng 2 năm 2016, ông được điều chuyển tới Tứ Xuyên, chỉ định vào Ủy ban Thường vụ Tỉnh ủy, nhậm chức Phó Bí thư chuyên chức Tỉnh ủy Tứ Xuyên. Ông công tác ở Tứ Xuyên thời gian ngắn, đến tháng 12 cùng năm, ông nhanh chóng được điều rời Tứ Xuyên, tới Cát Lâm, được chỉ định vào Ủy ban Thường vụ Tỉnh ủy, nhậm chức Phó Bí thư Tỉnh ủy, rồi được Ủy ban Thường vụ Nhân Đại Cát Lâm bổ nhiệm làm Phó Tỉnh trưởng, quyền Tỉnh trưởng Chính phủ Nhân dân tỉnh Cát Lâm. Vào tháng 1 năm 2017, cuộc họp lần thứ sáu của Đại hội Nhân dân lần thứ 12 của tỉnh Cát Lâm đã bầu ông làm làm Tỉnh trưởng Chính phủ Nhân dân tỉnh Cát Lâm. Tháng 10 năm 2017, ông tham gia Đại hội Đảng Cộng sản Trung Quốc lần thứ XIX từ đoàn đại biểu Cát Lâm, được bầu làm Ủy viên Ủy ban Trung ương Đảng Cộng sản Trung Quốc khóa XIX.

### Thiểm Tây
Vào tháng 12 năm 2017, Lưu Quốc Trung được điều tới tỉnh Thiểm Tây, tỉnh thứ 4 mà ông công tác, tiếp tục được chỉ định vào Ủy ban Thường vụ Tỉnh ủy, nhậm chức Phó Bí thư Tỉnh ủy Thiểm Tây. Sau đó, từ tháng 1 năm 2018, ông là Tỉnh trưởng Chính phủ Nhân dân tỉnh Thiểm Tây. Ngày 31 tháng 7 năm 2020, Lưu Quốc Trung được bổ nhiệm làm Bí thư Tỉnh ủy tỉnh Thiểm Tây, kế nhiệm Hồ Hòa Bình.

## Quốc vụ viện
Giai đoạn đầu năm 2022, Lưu Quốc Trung được bầu làm đại biểu tham gia Đại hội Đảng Cộng sản Trung Quốc lần thứ XX từ đoàn đại biểu Thiểm Tây. Trong quá trình bầu cử tại đại hội, ông tái đắc cử là Ủy viên Ủy ban Trung ương Đảng Cộng sản Trung Quốc khóa XX, sau đó được bầu làm Ủy viên Bộ Chính trị trong Hội nghị toàn thể lần thứ nhất Ủy ban Trung ương khóa XX vào ngày 23 tháng 10 năm 2022. Ngày 12 tháng 3 năm 2023, tại kỳ họp thứ nhất của Đại hội đại biểu Nhân dân toàn quốc khóa XIV, với sự đề cử của Tổng lý Lý Cường, Trương Quốc Thanh được bầu làm Phó Tổng lý Quốc vụ viện Cộng hòa Nhân dân Trung Hoa.